# Чабала, Дэвид
Дэвид Чабала (англ. David Chabala; 2 февраля 1960, Муфулира, Коппербелт — 27 апреля 1993, Атлантический океан) — замбийский футболист, игрок сборной Замбии. Был основным вратарём сборной с 1983 по 1993, сыграв за неё 115 матчей. Чабала помог сборной в 1984 году впервые выиграть Кубок КЕСАФА, отразив в финале против Малави все 3 послематчевые пенальти. В следующем году он был удостоен премии «Спортсмена года в Замбии».

## Клубная карьера
Он начинал как форвард в любительском клубе «Любуто». Однако в возрасте 17 лет Чабала вынужден был занять позицию в воротах из-за частого отсутствия основного вратаря. Он неохотно соглашался, но хорошо отыграв и насладившись игрой в воротах, переключился на позицию вратаря на постоянной основе.
В 1978 года он был нанят в качестве резервного вратаря «Муфулира Уондерерс», которым руководил Диксон Макваза. Вскоре он сменил Бернарда Кабве в основной команде, дебютировав 27 июля 1980 в матче против «Лусака Тайгерс».
Чабала играл в воротах «Уондерерс», в котором в то время играли такие игроки, как Ашолс Мелу, Калуша Бвалия, Чарльз Мусонда и Джонсон Бвалия. Эта команда доминировала в национальных кубках в течение восьмидесятых и начале девяностых годов, заработав прозвище «легендарные бойцы кубка». Тем не менее, им не удалось выиграть чемпионат Замбии в течение этого периода.
В 1985 году он был признан «Спортсменом года в Замбии». В сезоне 1988 года удивил многих пуристов в Замбии, когда надел форму нападающего. За это время он забил 5 голов, третий из которых был в ворота «Роан Юнайтед» в финале Кубка Независимости (3:0). Чабала вернулся к позиции вратаря, но снова повторил роль форварда в сезоне 1990 в рамках ещё нескольких матчей, после чего вернулся в ворота.
У него было недолгое пребывание в аргентинском клубе «Архентинос Хуниорс» в сезоне 1991/92, но в марте 1992 он вернулся в «Уондерерс», ссылаясь на то, что условия его контракта были неудовлетворительными и клуб не хотел их менять.
В декабре 1992 года был заменён в финале Кубка Независимости против «Нканы», после того как он пропустил три гола, когда «Уондерерс» лидировал со счётом 2:0, но проиграл 2:3. По рассказам он был разочарован назначением Ашолса Мелу на должность помощника главного тренера «Муфулира» и поэтому продал игру. Они оба отрицали какую-либо неприязнь между собой, утверждая, что они лучшие друзья. Чабала также сказал, что он был не в форме в тот день, и его замена пришла слишком поздно. Он был отстранён на следующие 5 матчей, но вскоре вернулся к своей позиции.

## Международная карьера
Матчами в вортах за «Уондерерс» Чабала привлёк внимание селекционеров национальной сборной Замбии, которые привели к его дебюту за вторую сборную страны в матче турнира КЕСАФА против Малави.
Однако его международный дебют состоялся 10 апреля 1983 года в квалификационном матче на КАН 1984 против Судана, после которого Чабала стал основным вратарём сборной на следующие 10 лет.
Он привёл Замбию к первому Кубку КЕСАФА 1984, отразив все 3 удара игроков Малави в серии послематчевых пенальти в финале. Чабала также вошёл в состав сборной на Кубок африканских наций 1986 в Египте, на котором «медные пули» вылетели на групповой стадии.
Успешная игра Чабалы в отборочном матче против Ганы на Летние Олимпийские игры 1988 в Сеуле помогла сборной квалифицироваться на основной турнир. После игры ганский голкипер подбежал к Дэвиду и спросил его, в чем его секрет, и ответ стал легендарным в футбольных кругах Замбии — «Куипосафьи (Вам просто нужно бросить себя)».
На Олимпийских играх Замбия показала впечатляющие результаты: сыграли вничью с Ираком (2:2) и выиграли Италию и Гватемалу с одинаковым счётом — 4:0. Из группы они вышли с первого места и в четвертьфинале попали на ФРГ, которой уступили со счётом 0:4.
Несмотря на это разочарование, многие в Замбии считали, что у команды есть качественные игроки, чтобы квалифицироваться на чемпионат мира 1990 в Италии. После побед во всех домашних матчах Замбия не смогла показать результат в гостевых и не получила право на участие в мундиале.
Чабала в составе сборной занял третье место на Кубке африканских наций 1990 в Алжире, где журналисты признали его лучшим вратарём на турнире: в 4 из 5 матчах он «отстоял на ноль». Его последнее появление на КАН состоялось в 1992 году в Сенегале, где замбийцы дошли до четвертьфинала, уступив в дополнительное время сборной Кот-д’Ивуара.

## Смерть
27 февраля 1993 года Замбия заполучила победу в матче первого этапа квалификации на ЧМ 1994 против Мадагаскара, которая позволила им попасть в финальный этап. По жребию они попали в группу с Марокко и Сенегалом. 10 апреля 1993 года Замбия сыграла нулевую ничью дома в отборочном матче КАН против Зимбабве. Через две недели замбийцы разгромили Маврикий со счётом 3:0.
27 апреля из Лусаки команда отправилась в Дакар на первый матч финальной стадии квалификации на чемпионат мира 1994 против сборной Сенегала. Транспортировка команды осуществлялась самолётом De Havilland Canada DHC-5 Buffalo. После дозаправки в Либревиле у самолёта возникли проблемы с двигателем и он упал в воду примерно в 500 метрах от побережья. Погибли все 30 человек, включая президента футбольной ассоциации Замбии и членов экипажа военно-воздушных сил. Падение самолёта оборвало карьеру и жизнь не только Чабалы, но и почти всей команды талантливых футболистов и тренеров из Замбии.

## Достижения

### Клубные
- Обладатель Кубка Замбии (Кубок Независимости): 1988, 1995
- Обладатель Кубка Вызова: 1984, 1986, 1994, 1996, 1997

### Международные
- Обладатель Кубка КЕСАФА: 1984
- 3-й место Кубка африканских наций 1990[9]

### Индивидуальные
- Обладатель премии «Спортсмена года в Замбии»: 1995